# Asesinato de Carlos Palomino
El asesinato de Carlos Javier Palomino Muñoz es un caso de asesinato ocurrido en Madrid, ciudad capital de España, el 11 de noviembre de 2007 por causas ideológicas. El proceso judicial llevado a cabo sobre el caso determinó la autoría del mismo por Josué Estébanez de la Hija, militar de 23 años de edad, el cual fue condenado a 26 años de prisión, con el agravante de motivos ideológicos.

## Los hechos
En la mañana del 11 de noviembre de 2007 había sido convocada una manifestación contra la inmigración por el partido de extrema derecha Democracia Nacional, en Usera, barrio con una importante presencia inmigrante, la cual había sido comunicada a la Delegación del Gobierno de Madrid. Según el sumario judicial, Josué Estébanez (Galdácano, 1984), un soldado profesional, se dirigía a participar en la misma, hecho que él negó ya que según su versión se dirigía a almorzar a Villaverde con unos amigos, aunque no pudo demostrarlo. Por otra parte, colectivos antifascistas y de extrema izquierdas habían convocado una contramanifestación en el mismo lugar para mostrar su oposición a la presencia del partido Democracia Nacional.
Gracias a las cámaras de videovigilancia del metro, se observa cómo, en la estación de Legazpi de la línea 3, acceden al vagón varias decenas de jóvenes antifascistas que se dirigen a participar en la contramanifestación. En ese vagón se encuentra Josué Estébanez, el cual, al percatarse de la presencia de los jóvenes, saca una navaja con una hoja de 25 centímetros de su bolsillo y la oculta abierta tras su espalda. Estébanez viste una sudadera de marca Three Stroke, identificada como simbología skinhead neonazi. Uno de los jóvenes que se suben al vagón se percata de que Estébanez lleva la navaja, pero Carlos Palomino, al acceder al vagón, no se da cuenta de ello y recrimina a Estébanez sobre la sudadera. En ese momento Estébanez propina una puñalada a Palomino en el lado izquierdo del tórax, que afecta al corazón y que posteriormente provocará su muerte.

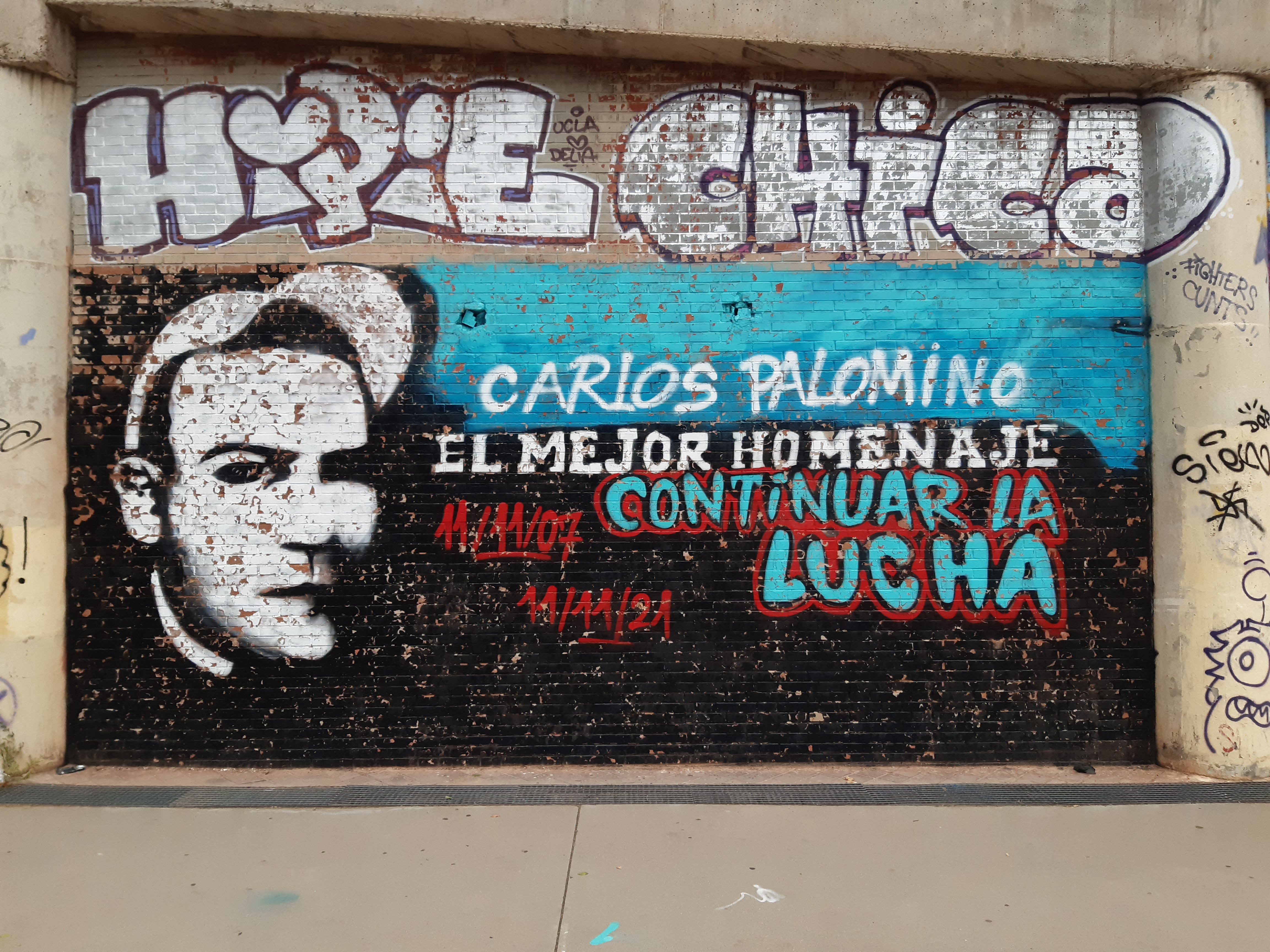
Grafiti en homenaje a Carlos Palomino en Madrid

Tras el hecho, que provocó la huida de todos los pasajeros del tren, otros jóvenes y un guardia de seguridad intentaron detener a Josué, sin conseguirlo. En el forcejeo Josué propinó una puñalada a otro joven, que resultó herido grave, y provocó un corte en un dedo a un tercero. Tras rociar un extintor dentro de los vagones del metro, Josué salió del convoy, huyó al exterior, se deshizo del arma y fue interceptado por una treintena de compañeros de Palomino, quienes le propinaron una paliza. Finalmente fue detenido por una patrulla de la Policía Municipal. Esa misma noche fue recluido en Soto del Real y luego trasladado a Alcalá Meco en espera de juicio.
Carlos Palomino murió minutos después del apuñalamiento en una carpa sanitaria improvisada en el paseo de las Delicias de Madrid.

## Juicio y sentencia

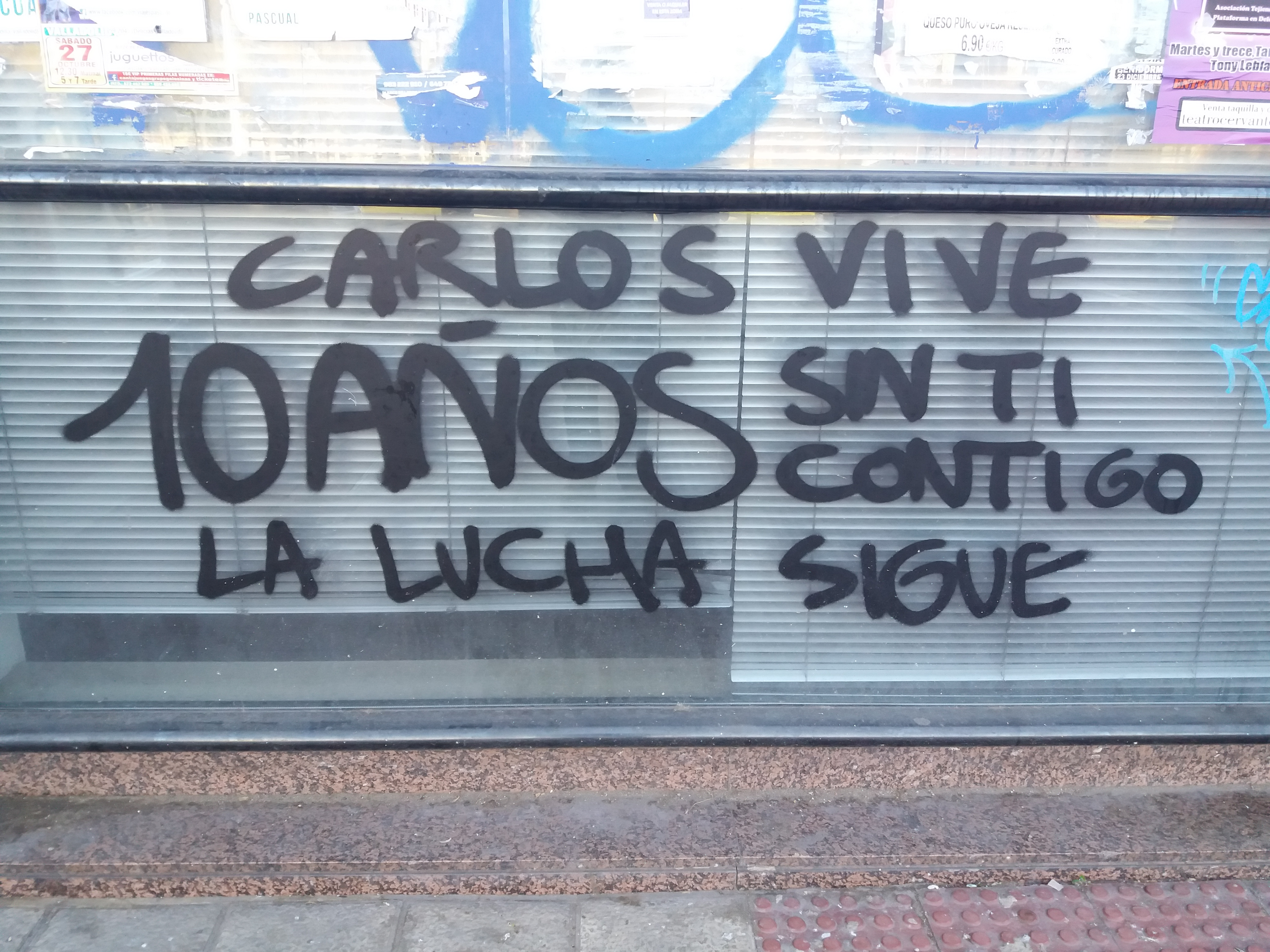
Grafiti en memoria de Carlos Palomino en Valladolid

Durante el juicio, al cual acudieron como acusación particular la madre de Carlos Palomino y los jóvenes que le acompañaban, y Esteban Ibarra ―presidente del Movimiento contra la Intolerancia― como una parte de la acusación popular, se consideraron probados los hechos de asesinato tras la visualización de las cámaras de videovigilancia, así como la adscripción de Josué Estébanez a la ultraderecha debido a la vestimenta de una sudadera de una marca considerada como simbología neonazi, así como gestos que se pudieron observar en dicha grabación, como el grito y saludo "Sieg Heil". En todo momento el acusado intentó desvincularse del movimiento ultra, a pesar de que diversas asociaciones fascistas y neonazis le mostraron abiertamente su apoyo. También fueron descartados el brote psicótico y el desequilibrio mental. Durante el juicio Estébanez no mostró arrepentimiento de los hechos; tan solo intervino el último día del proceso para pedir perdón por lo sucedido.
La defensa solicitaba una pena de prisión de seis meses por homicidio imprudente y tres meses por un delito de lesiones por el apuñalamiento de una segunda persona. Tras dos años de proceso, la Audiencia Provincial de Madrid condenó a Josué Estébanez a un total de 26 años de prisión: 19 por el delito de asesinato con el agravante de odio ideológico y 7 por tentativa de homicidio, y una indemnización de 150.000 euros. La acusación familiar pedía 37 años de prisión y una indemnización, mientras que la asociación de vecinos Alto del Arenal o Movimiento contra la Intolerancia solicitaban 30 años por crimen de odio. La sentencia fue íntegramente confirmada en casación por la Sala Segunda del Tribunal Supremo en su sentencia 360/2010, del 22 de abril, con lo que la condena quedó firme.

## Consecuencias y homenajes

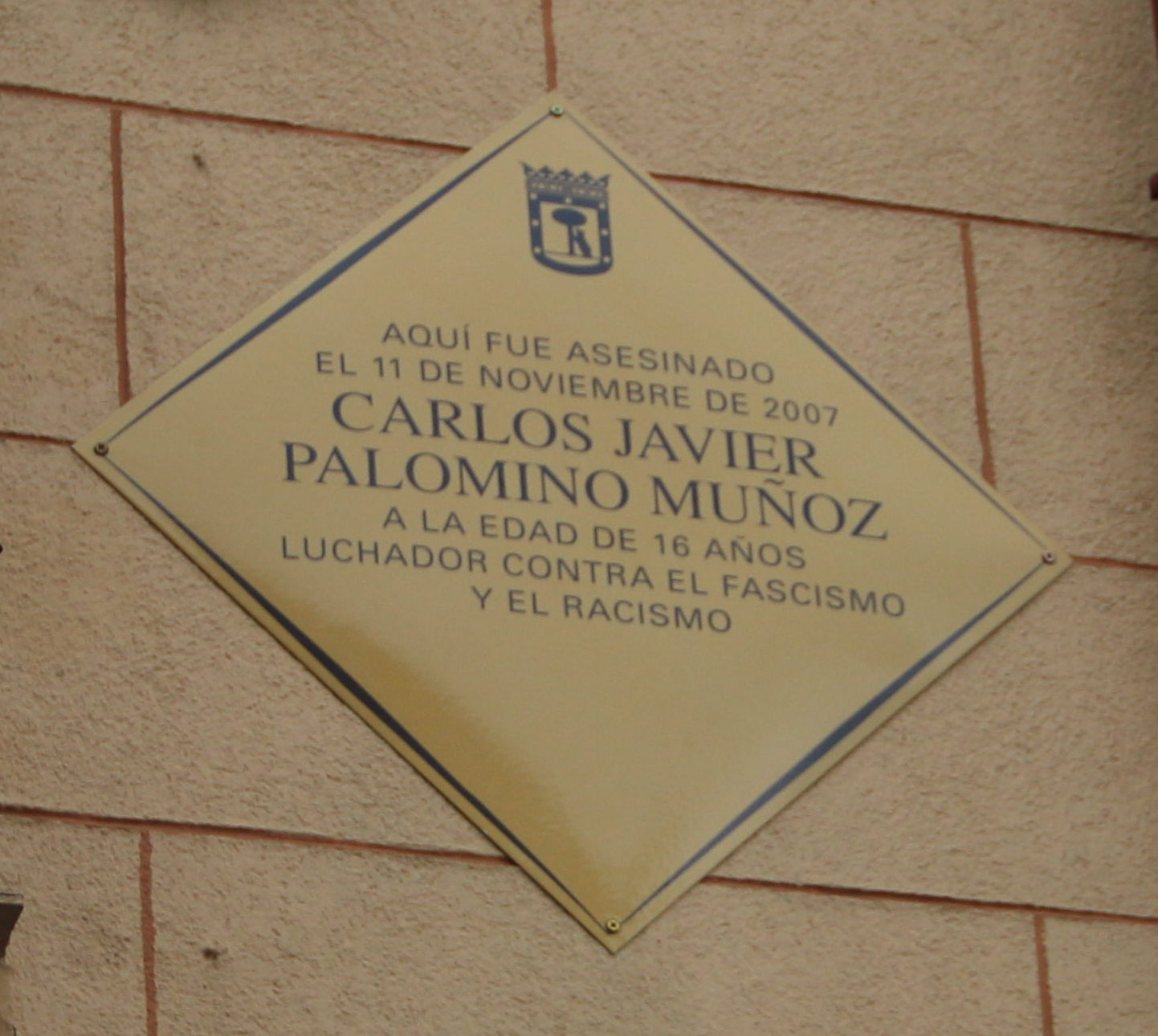
Placa conmemorativa en Madrid.

El asesinato de Carlos Palomino fue el delito de odio neonazi más mediático de la primera década del siglo XXI en España. Fue además la primera vez que la justicia española aplicaba el agravante de motivos ideológicos en una condena.
Tras la muerte de Palomino, su madre, Mavi Muñoz, se ha convertido en activista antifascista. Fundó la Asociación de Víctimas de la Violencia Fascista, Racista y Homófoba, para luchar contra la violencia fascista y reclamar la ilegalización de estos grupos, e integra la asociación Madres Contra la Represión de la cual es presidenta honorífica.
Los colectivos antifascistas colocaron hasta en cuatro ocasiones placas en las bocas de Metro donde había fallecido Carlos Palomino, pero siempre eran vandalizadas. En 2016, el Ayuntamiento de Madrid colocó una placa en el número 145 del Paseo de las Delicias, lugar donde Palomino fue asesinado. La placa reza:

Aquí fue asesinado el 11 de noviembre de 2007 Carlos Javier Palomino Muñoz a la edad de 16 años, luchador contra el fascismo y el racismo.

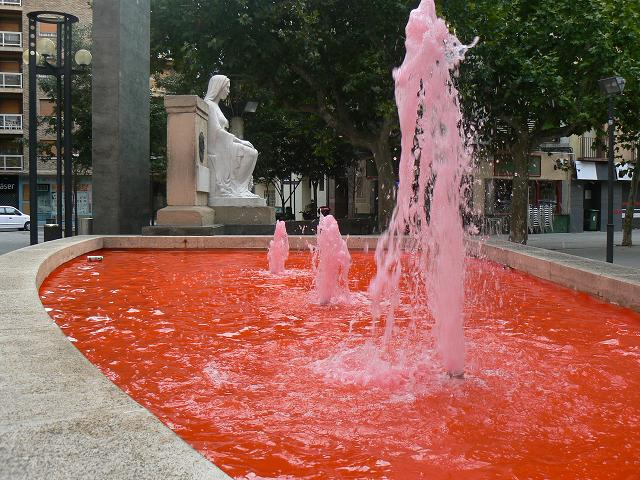
Fuentes de Zaragoza teñidas de rojo en homenaje a Carlos Palomino (2008).

Cada 11 de noviembre diversos colectivos antifascistas convocan manifestaciones para rendir homenaje a Carlos Palomino, que se ha convertido en un símbolo de su lucha. En 2017, décimo aniversario del crimen, fue convocada una manifestación en Madrid a la que acudieron unas mil personas. En esa fecha también se realizaron actos de protesta en otras ciudades españolas. Como recuerdo, durante las manifestaciones se suele teñir de rojo el agua de diversas fuentes.
Una brigada de españoles, a imitación de las Brigadas Internacionales, acudió al conflicto iniciado en 2014 en Ucrania formando la Brigada Carlos Palomino.